# アレッサンドロ・カローリ
アレッサンドロ・カローリ（Alessandro Calori、1966年8月29日 - ）は、イタリア、アレッツォ出身の元サッカー選手で指導者。現役時代は、強靭なフィジカルとパワーを武器に活躍した、189cmの大型センターバックであった。

## 経歴
アレッツォのユースで育った。
1991-92シーズンからの7シーズンをウディネーゼでレギュラーとしてプレー、キャプテンも務めていた。1996-97シーズンにはリーグ第5位、1997-98シーズンにはリーグ第3位などの好成績を収め、UEFAカップ出場に貢献していた。クラブ通算では286試合に出場した。
ペルージャでプレーしていた1999-00シーズン、ラツィオとユヴェントスは優勝を争っていたが、5月14日のユヴェントス戦ではカローリのゴールでペルージャが勝利、この結果ラツィオの優勝が決まった。このことから20年以上の時を経てもラツィオファンから親しみを持たれているという。
2000-01シーズン開幕後にブレシアに加入し、ロベルト・バッジョやペップ・グアルディオラらと2シーズンプレーした後、2002年に当時セリエBのヴェネツィアに移籍、2シーズン過ごした2004年に引退した。引退後はブレシア、ノヴァーラ、パドヴァなどで監督を務めた。